# Shikou (köpinghuvudort i Kina, Jiangxi Sheng, lat 28,83, long 116,63)
Shikou är en köpinghuvudort i Kina. Den ligger i provinsen Jiangxi, i den sydöstra delen av landet, omkring 74 kilometer öster om provinshuvudstaden Nanchang. Antalet invånare är 36 345. Befolkningen består av 17 270 kvinnor och 19 075 män. Barn under 15 år utgör 24,0 %, vuxna 15-64 år 68 %, och äldre över 65 år 7,0 %.
Runt Shikou är det tätbefolkat, med 442 invånare per kvadratkilometer. Närmaste större samhälle är Yugan, 15,9 km söder om Shikou. Trakten runt Shikou består till största delen av jordbruksmark.
Genomsnittlig årsnederbörd är 2 308 millimeter. Den regnigaste månaden är juni, med i genomsnitt 395 mm nederbörd, och den torraste är oktober, med 33 mm nederbörd.